# Diskografie Kelly Clarkson
Toto je seznam vydané diskografie americké zpěvačky Kelly Clarkson.

## Alba

### Studiová alba
| Název                                                                                   | Detaily o albu                                           | Umístění v hitparádách | Umístění v hitparádách | Umístění v hitparádách | Umístění v hitparádách | Umístění v hitparádách | Umístění v hitparádách | Umístění v hitparádách | Umístění v hitparádách | Umístění v hitparádách | Umístění v hitparádách | Prodeje                         | Certifikace |
| Název                                                                                   | Detaily o albu                                           | US                     | AUS                    | AUT                    | CAN                    | GER                    | IRL                    | NLD                    | NZ                     | SWI                    | UK                     | Prodeje                         | Certifikace |
| --------------------------------------------------------------------------------------- | -------------------------------------------------------- | ---------------------- | ---------------------- | ---------------------- | ---------------------- | ---------------------- | ---------------------- | ---------------------- | ---------------------- | ---------------------- | ---------------------- | ------------------------------- | --- |
| Thankful                                                                                | - Vydáno: 15. dubna 2003 - Vydavatelství: RCA, 19, S     | 1                      | 33                     | —                      | 5                      | —                      | 46                     | 83                     | —                      | —                      | 41                     | - US: 2,800,000 - UK: 155,343   | - RIAA: 2× Platinum - ARIA: Gold - BPI: Gold - MC: Platinum |
| Breakaway                                                                               | - Vydáno: 30. listopadu 2004 - Vydavatelství: RCA, 19, S | 3                      | 2                      | 3                      | 6                      | 4                      | 1                      | 1                      | 5                      | 2                      | 3                      | - US: 6,355,000 - UK: 1,606,963 | - RIAA: 6× Platinum - ARIA: 7× Platinum - BPI: 5× Platinum - BVMI: 2× Platinum - IFPI AUT: Gold - IFPI SWI: Platinum - IRMA: 7× Platinum - MC: 5× Platinum - NVPI: Gold - RMNZ: 4× Platinum |
| My December                                                                             | - Vydáno: 22. června 2007 - Vydavatelství: RCA, 19       | 2                      | 4                      | 8                      | 2                      | 5                      | 2                      | 7                      | 8                      | 5                      | 2                      | - US: 1,000,000 - UK: 156,637   | - RIAA: Platinum - ARIA: Gold - BPI: Gold - IRMA: Gold - MC: Platinum |
| All I Ever Wanted                                                                       | - Vydáno: 6. března 2009 - Vydavatelství: RCA, 19        | 1                      | 2                      | 4                      | 2                      | 4                      | 4                      | 6                      | 6                      | 7                      | 3                      | - US: 1,004,000 - UK: 205,594   | - ARIA: Platinum - BPI: Gold - IRMA: Gold - MC: Platinum |
| Stronger                                                                                | - Vydáno: 21. října 2011 - Vydavatelství: RCA, 19        | 2                      | 3                      | 20                     | 4                      | 14                     | 8                      | 16                     | 6                      | 12                     | 5                      | - US: 1,129,000 - UK: 275,227   | - RIAA: Platinum - ARIA: Platinum - BPI: Gold - MC: Platinum - RMNZ: Gold |
| Wrapped in Red                                                                          | - Vydáno: 25. října 2013 - Vydavatelství: RCA            | 3                      | 29                     | —                      | 5                      | 10                     | 64                     | 6                      | —                      | 97                     | 65                     | - US: 1,500,000 - UK: 22,000    | - RIAA: Platinum - MC: Platinum |
| Piece by Piece                                                                          | - Vydáno: 27. února 2015 - Vydavatelství: RCA, 19        | 1                      | 5                      | 27                     | 4                      | 30                     | 8                      | 18                     | 12                     | 29                     | 6                      | - US: 284,000 - UK: 60,000      | - RIAA: Gold - BPI: Silver |
| Meaning of Life                                                                         | - Vydáno: 27. října 2017 - Vydavatelství: Atlantic       | 2                      | 6                      | 27                     | 4                      | 32                     | 18                     | 35                     | 21                     | 19                     | 11                     | - US: 68,000 - UK: 15,000       | - RIAA: Gold |
| When Christmas Comes Around...                                                          | - Vydáno: 15. října 2021 - Vydavatelství: Atlantic       | 22                     | 61                     | —                      | 31                     | 42                     | —                      | 26                     | 19                     | 41                     | 94                     | - US: 93,000                    | |
| Chemistry                                                                               | - Vydáno: 23. června 2023 - Vydavatelství: Atlantic      | 6                      | 31                     | —                      | 15                     | 81                     | —                      | —                      | —                      | 36                     | 34                     | - US: 53,000                    | |
| "—" značí, že se nahrávka neumístila v hitparádách nebo v tomto území ani nebyla vydána |                                                          |                        |                        |                        |                        |                        |                        |                        |                        |                        |                        |                                 | |

### Kompilační alba
| Název                       | Detaily o albu                                        | Umístění v hitparádách | Umístění v hitparádách | Umístění v hitparádách | Umístění v hitparádách | Umístění v hitparádách | Umístění v hitparádách | Umístění v hitparádách | Prodeje                     | Certifikace                                                       |
| Název                       | Detaily o albu                                        | US                     | AUS                    | CAN                    | IRL                    | NZ                     | SWI                    | UK                     | Prodeje                     | Certifikace                                                       |
| --------------------------- | ----------------------------------------------------- | ---------------------- | ---------------------- | ---------------------- | ---------------------- | ---------------------- | ---------------------- | ---------------------- | --------------------------- | ----------------------------------------------------------------- |
| Greatest Hits – Chapter One | - Vydáno: 16. listopadu 2012 - Vydavatelství: RCA, 19 | 11                     | 20                     | 15                     | 21                     | 15                     | 92                     | 18                     | - US: 728,000 - UK: 249,784 | - RIAA: Gold - ARIA: Platinum - BPI: Platinum - RMNZ: 2× Platinum |

### Remixová alba
| Název                  | Detaily o albu                                    | Umístění v hitparádě | Prodeje     |
| Název                  | Detaily o albu                                    | US Dance             | Prodeje     |
| ---------------------- | ------------------------------------------------- | -------------------- | ----------- |
| Piece by Piece Remixed | - Vydáno: 4. března 2016 - Vydavatelství: RCA, 19 | 1                    | - US: 2,000 |

## Extended play
| Název                                                                                   | Detaily o albu                                         | Umístění v hitparádách | Umístění v hitparádách | Prodeje      |
| Název                                                                                   | Detaily o albu                                         | US                     | UK DL                  | Prodeje      |
| --------------------------------------------------------------------------------------- | ------------------------------------------------------ | ---------------------- | ---------------------- | ------------ |
| Rolling Stone Original                                                                  | - Vydáno: 1. ledna 2005 - Vydavatelství: RCA, 19       | —                      | —                      |              |
| Nissan Live Sets at Yahoo! Music                                                        | - Vydáno: 17. července 2007 - Vydavatelství: RCA, 19   | —                      | —                      |              |
| The Smoakstack Sessions                                                                 | - Vydáno: 24. října 2011 - Vydavatelství: RCA, 19      | —                      | —                      |              |
| iTunes Session                                                                          | - Vydáno: 23. prosince 2011 - Vydavatelství: RCA, 19   | 85                     | —                      | - US: 17,000 |
| The Smoakstack Sessions Vol. 2                                                          | - Vydáno: 19. listopadu 2012 - Vydavatelství: RCA, 19  | —                      | —                      |              |
| Kelly Clarkson Live                                                                     | - Vydáno: 9. prosince 2016 - Vydavatelství: Atlantic   | —                      | —                      |              |
| Kellyoke                                                                                | - Vydáno: 9. června 2022 - Vydavatelství: Atlantic     | —                      | 50                     |              |
| Christmastry                                                                            | - Vydáno: 22. listopadu 2023 - Vydavatelství: Atlantic | —                      | –                      |              |
| "—" značí, že se nahrávka neumístila v hitparádách nebo v tomto území ani nebyla vydána |                                                        |                        |                        |              |

## Singly

### Jako hlavní umělkyně
| "Before Your Love"                                                                      | 2002 | —  | —  | —  | —  | —  | —  | —  | —  | —  | —   | - RIAA: Gold - MC: 2× Platinum                                                                                 | Singly bez alb                                      |
| "A Moment Like This"                                                                    | 2002 | 1  | —  | —  | —  | —  | —  | —  | —  | —  | —   | - RIAA: Gold - MC: 2× Platinum                                                                                 | Singly bez alb                                      |
| "Miss Independent"                                                                      | 2003 | 9  | 3  | 39 | —  | 52 | 11 | 27 | —  | 44 | 6   | - RIAA: Gold - ARIA: Gold                                                                                      | Thankful                                            |
| "Low"                                                                                   | 2003 | 58 | 11 | —  | 2  | —  | —  | —  | —  | —  | 35  | - ARIA: Gold                                                                                                   | Thankful                                            |
| "The Trouble with Love Is"                                                              | 2003 | —  | 11 | —  | 25 | 42 | —  | 26 | —  | 62 | 35  | - ARIA: Gold                                                                                                   | Thankful a Láska nebeská                            |
| "Breakaway"                                                                             | 2004 | 6  | 10 | 8  | 12 | 13 | 12 | 30 | 12 | 14 | 22  | - RIAA: Gold - ARIA: Gold - BPI: Gold - MC: Gold - RMNZ: Gold                                                  | Deník princezny 2: Královské povinnosti a Breakaway |
| "Since U Been Gone"                                                                     | 2004 | 2  | 3  | 3  | 2  | 6  | 4  | 10 | 11 | 7  | 5   | - RIAA: Platinum - ARIA: Platinum - BPI: 2× Platinum - BVMI: Gold - MC: Platinum - RMNZ: 3× Platinum           | Breakaway                                           |
| "Behind These Hazel Eyes"                                                               | 2005 | 6  | 6  | 9  | 4  | 16 | 4  | 15 | 7  | 20 | 9   | - RIAA: Platinum - BPI: Silver - MC: Platinum - RMNZ: Gold                                                     | Breakaway                                           |
| "Because of You"                                                                        | 2005 | 7  | 4  | 3  | 2  | 4  | 5  | 1  | 19 | 1  | 7   | - RIAA: Platinum - ARIA: Gold - BPI: 2× Platinum - BVMI: Gold - MC: Gold - RMNZ: 2× Platinum                   | Breakaway                                           |
| "Walk Away"                                                                             | 2006 | 12 | 27 | 29 | 7  | 30 | 10 | —  | 19 | 58 | 21  | - RIAA: Gold - MC: Gold                                                                                        | Breakaway                                           |
| "Never Again"                                                                           | 2007 | 8  | 5  | 36 | 8  | 19 | 11 | 38 | 20 | 27 | 9   | - RIAA: Gold - ARIA: Gold - MC: Gold                                                                           | My December                                         |
| "Because of You" (s Reba McEntire)                                                      | 2007 | 50 | —  | —  | 36 | —  | —  | —  | —  | —  | —   | - RIAA: Platinum                                                                                               | Reba: Duets                                         |
| "Sober"                                                                                 | 2007 | —  | —  | —  | —  | —  | —  | —  | —  | —  | —   | | My December                                         |
| "One Minute"                                                                            | 2007 | —  | 36 | —  | —  | —  | —  | —  | —  | —  | —   | | My December                                         |
| "Don't Waste Your Time"                                                                 | 2007 | —  | —  | —  | —  | 93 | —  | —  | —  | —  | —   | | My December                                         |
| "My Life Would Suck Without You"                                                        | 2009 | 1  | 5  | 6  | 1  | 6  | 4  | 5  | 11 | 5  | 1   | - ARIA: Platinum - BPI: Platinum - BVMI: Gold - MC: 2× Platinum - RMNZ: Gold                                   | All I Ever Wanted                                   |
| "I Do Not Hook Up"                                                                      | 2009 | 20 | 9  | 68 | 13 | 55 | 30 | 97 | 31 | —  | 36  | - ARIA: Gold - MC: Gold                                                                                        | All I Ever Wanted                                   |
| "Already Gone"                                                                          | 2009 | 13 | 12 | 37 | 15 | 23 | —  | 78 | 23 | 15 | 66  | - ARIA: Gold - MC: Gold                                                                                        | All I Ever Wanted                                   |
| "All I Ever Wanted"                                                                     | 2010 | 96 | —  | —  | —  | —  | —  | —  | —  | —  | —   | | All I Ever Wanted                                   |
| "Cry"                                                                                   | 2010 | —  | —  | —  | —  | —  | —  | —  | —  | —  | —   | | All I Ever Wanted                                   |
| "Don't You Wanna Stay" (s Jason Aldean)                                                 | 2010 | 31 | —  | —  | 35 | —  | —  | —  | —  | —  | —   | - RIAA: 2× Platinum                                                                                            | My Kinda Party                                      |
| "Mr. Know It All"                                                                       | 2011 | 10 | 1  | 26 | 11 | 18 | 14 | 90 | 8  | 22 | 4   | - ARIA: 3× Platinum - BPI: Gold - MC: Platinum - RMNZ: Platinum                                                | Stronger                                            |
| "I'll Be Home for Christmas"                                                            | 2011 | 93 | —  | —  | —  | —  | —  | —  | —  | —  | —   | | iTunes Session                                      |
| "Stronger (What Doesn't Kill You)"                                                      | 2012 | 1  | 18 | 6  | 3  | 27 | 4  | 59 | 4  | 18 | 8   | - RIAA: 7× Platinum - ARIA: 3× Platinum - BPI: 2× Platinum - IFPI AUT: Gold - MC: Platinum - RMNZ: 3× Platinum | Stronger                                            |
| "Dark Side"                                                                             | 2012 | 42 | 56 | —  | 26 | 82 | 42 | —  | —  | —  | 40  | | Stronger                                            |
| "Catch My Breath"                                                                       | 2012 | 19 | 40 | 67 | 22 | 89 | 88 | —  | —  | —  | 51  | | Greatest Hits – Chapter One                         |
| "Don't Rush" (feat. Vince Gill)                                                         | 2012 | 87 | —  | —  | 53 | —  | —  | —  | —  | —  | —   | | Greatest Hits – Chapter One                         |
| "People Like Us"                                                                        | 2013 | 65 | 46 | —  | 28 | —  | —  | —  | 25 | —  | 188 | | Greatest Hits – Chapter One                         |
| "Tie It Up"                                                                             | 2013 | —  | —  | —  | 79 | —  | —  | —  | —  | —  | —   | | Singl bez alb                                       |
| "Underneath the Tree"                                                                   | 2013 | 9  | 6  | 6  | 6  | 5  | 11 | 5  | 6  | 8  | 7   | - ARIA: 2× Platinum - BPI: 3× Platinum - BVMI: Platinum - RMNZ: Platinum                                       | Wrapped in Red                                      |
| "Wrapped in Red"                                                                        | 2014 | —  | —  | —  | —  | —  | —  | —  | —  | —  | —   | | Wrapped in Red                                      |
| "Heartbeat Song"                                                                        | 2015 | 21 | 29 | 8  | 23 | 16 | 23 | 71 | 21 | 24 | 7   | - RIAA: Platinum - ARIA: Gold - BPI: Platinum - BVMI: Gold - RMNZ: Platinum                                    | Piece by Piece                                      |
| "Invincible"                                                                            | 2015 | —  | —  | —  | —  | —  | —  | —  | —  | —  | 141 | | Piece by Piece                                      |
| "Piece by Piece"                                                                        | 2015 | 8  | 24 | —  | 17 | —  | —  | —  | —  | —  | 27  | - BPI: Silver - RMNZ: Platinum                                                                                 | Piece by Piece                                      |
| "Love So Soft"                                                                          | 2017 | 47 | 88 | —  | 73 | —  | —  | —  | —  | —  | 81  | - RIAA: Platinum - MC: Gold                                                                                    | Meaning of Life                                     |
| "Christmas Eve"                                                                         | 2017 | —  | —  | 72 | —  | 64 | —  | —  | —  | —  | —   | | Singl bez alb                                       |
| "I Don't Think About You"                                                               | 2018 | —  | —  | —  | —  | —  | —  | —  | —  | —  | —   | | Meaning of Life                                     |
| "Heat"                                                                                  | 2018 | —  | —  | —  | —  | —  | —  | —  | —  | —  | —   | | Meaning of Life                                     |
| "Broken & Beautiful"                                                                    | 2019 | —  | —  | —  | —  | —  | —  | —  | —  | —  | —   | - RIAA: Gold - RMNZ: Gold                                                                                      | UglyDolls                                           |
| "I Dare You"                                                                            | 2020 | 86 | —  | —  | 89 | —  | —  | —  | —  | —  | —   | | Singly bez alb                                      |
| "Under the Mistletoe" (s Brett Eldredge)                                                | 2020 | 59 | —  | —  | 68 | —  | —  | —  | —  | —  | 61  | | Singly bez alb                                      |
| "Christmas Isn't Canceled (Just You)"                                                   | 2021 | 79 | —  | —  | —  | —  | —  | —  | —  | —  | —   | | When Christmas Comes Around...                      |
| "Santa, Can't You Hear Me" (s Ariana Grande)                                            | 2022 | 76 | 38 | 32 | 71 | 26 | 13 | 50 | 37 | 26 | 23  | - BPI: Silver                                                                                                  | When Christmas Comes Around...                      |
| "Mine"                                                                                  | 2023 | —  | —  | —  | —  | —  | —  | —  | —  | —  | —   | | Chemistry                                           |
| "Me"                                                                                    | 2023 | —  | —  | —  | —  | —  | —  | —  | —  | —  | —   | | Chemistry                                           |
| "Favorite Kind of High"                                                                 | 2023 | —  | —  | —  | —  | —  | —  | —  | —  | —  | —   | | Chemistry                                           |
| "Lighthouse"/"I Won't Give Up"                                                          | 2024 | —  | —  | —  | —  | —  | —  | —  | —  | —  | —   | | Chemistry                                           |
| "From the Jump" (s James Arthur)                                                        | 2024 | —  | —  | —  | —  | —  | —  | —  | —  | —  | —   | | Bitter Sweet Love (Deluxe)                          |
| "You for Christmas"                                                                     | 2024 | —  | —  | —  | —  | —  | —  | —  | —  | —  | —   | | When Christmas Comes Around...Again                 |
| "—" značí, že se nahrávka neumístila v hitparádách nebo v tomto území ani nebyla vydána |      |    |    |    |    |    |    |    |    |    |     | |                                                     |

### Jako vedlejší umělkyně
| Název                                                                                      | Rok  | Umístění v hitparádách | Umístění v hitparádách | Umístění v hitparádách | Umístění v hitparádách | Certifikace   | Album                                   |
| Název                                                                                      | Rok  | US Cou.                | IRL                    | NLD                    | UK                     | Certifikace   | Album                                   |
| ------------------------------------------------------------------------------------------ | ---- | ---------------------- | ---------------------- | ---------------------- | ---------------------- | ------------- | --------------------------------------- |
| "PrizeFighter" (Trisha Yearwood feat. Kelly Clarkson)                                      | 2014 | —                      | —                      | —                      | —                      |               | PrizeFighter: Hit After Hit             |
| "Second Hand Heart" (Ben Haenow feat. Kelly Clarkson)                                      | 2015 | —                      | 56                     | —                      | 21                     | - BPI: Silver | Ben Haenow                              |
| "This Is for My Girls" jako Artists for Let Girls Learn)                                   | 2016 | —                      | —                      | —                      | —                      |               | Singl bez alb                           |
| "Softly and Tenderly" (Reba McEntire feat. Kelly Clarkson a Trisha Yearwood)               | 2016 | —                      | —                      | —                      | —                      |               | Sing It Now: Songs of Faith & Hope      |
| "I Dream in Southern" (Kaleb Lee feat. Kelly Clarkson)                                     | 2019 | –                      | —                      | —                      | —                      |               | Singl bez alb                           |
| "I Would've Loved You" (Jake Hoot feat. Kelly Clarkson)                                    | 2021 | –                      | —                      | —                      | —                      |               | Love Out of Time                        |
| "You're Drunk, Go Home" (Kelsea Ballerini s Kelly Clarkson a Carly Pearce)                 | 2022 | –                      | —                      | —                      | —                      |               | Subject to Change                       |
| "Don't Fence Me In" (Jeff Goldblum and The Mildred Snitzer Orchestra feat. Kelly Clarkson) | 2023 | –                      | —                      | —                      | —                      |               | Plays Well With Others                  |
| "If I Were You" (Terri Clark feat. Kelly Clarkson)                                         | 2024 | –                      | —                      | —                      | —                      |               | Take Two                                |
| "Sweet December" (Brett Eldredge feat. Kelly Clarkson)                                     | 2024 | –                      | —                      | —                      | —                      |               | Merry Christmas (Welcome to the Family) |
| "I'm Movin' On" (Rascal Flatts feat. Kelly Clarkson)                                       | 2025 | –                      | —                      | —                      | —                      |               | Life Is a Highway: Refueled Duets       |
| "—" značí, že se nahrávka neumístila v hitparádách nebo v tomto území ani nebyla vydána    |      |                        |                        |                        |                        |               |                                         |

### Promo singly
| "Addicted"                                                                              | 2005 | —  | —  | — | — | —  |                         | Breakaway                         |
| "Go"                                                                                    | 2006 | —  | —  | — | — | —  |                         | Singly bez alb                    |
| "Up to the Mountain" (feat. Jeff Beck)                                                  | 2007 | 56 | —  | — | — | —  |                         | Singly bez alb                    |
| "Get Up (A Cowboys Anthem)"                                                             | 2012 | —  | —  | — | — | —  |                         | Singly bez alb                    |
| "White Christmas"                                                                       | 2013 | —  | —  | — | — | —  |                         | Wrapped in Red                    |
| "Run Run Run" (feat. John Legend)                                                       | 2015 | —  | —  | — | — | —  |                         | Piece by Piece                    |
| "Take You High"                                                                         | 2015 | —  | —  | — | — | —  |                         | Piece by Piece                    |
| "Someone"                                                                               | 2015 | —  | —  | — | — | —  |                         | Piece by Piece                    |
| "River Rose's Magical Lullaby"                                                          | 2016 | —  | —  | — | — | —  |                         | Singl bez alb                     |
| "It's Quiet Uptown"                                                                     | 2016 | —  | —  | — | — | —  |                         | The Hamilton Mixtape              |
| "Move You"                                                                              | 2017 | —  | —  | — | — | —  |                         | Meaning of Life                   |
| "Meaning of Life"                                                                       | 2017 | —  | —  | — | — | —  |                         | Meaning of Life                   |
| "I've Loved You Since Forever" (Hoda Kotb + Kelly Clarkson)                             | 2018 | —  | —  | — | — | —  |                         | Singl bez alb                     |
| "Don't Dream It's Over" (s Brynn Cartelli)                                              | 2018 | —  | —  | — | — | —  |                         | The Complete Season 14 Collection |
| "Keeping Score" (Dan + Shay feat. Kelly Clarkson)                                       | 2018 | —  | —  | — | — | —  | - RIAA: Gold - MC: Gold | Dan + Shay                        |
| "Never Enough"                                                                          | 2018 | —  | —  | — | — | 59 |                         | Největší showman                  |
| "Rockin' with the Rhythm of the Rain" (s Chevel Shepherd)                               | 2018 | —  | —  | — | — | —  |                         | The Complete Season 15 Collection |
| "Wintersong" (s Jake Hoot)                                                              | 2019 | —  | 30 | — | — | —  |                         | The Complete Season 17 Collection |
| "I Run to You" (with Micah Iverson)                                                     | 2020 | —  | —  | — | — | —  |                         | The Complete Season 18 Collection |
| "All I Want for Christmas Is You"                                                       | 2020 | —  | —  | — | — | —  |                         | Singl bez alb                     |
| "When You Say Nothing at All" (s Kenzie Wheeler)                                        | 2021 | —  | —  | — | — | —  |                         | The Complete Season 20 Collection |
| "Glow" (s Chris Stapleton)                                                              | 2021 | —  | —  | — | — | —  |                         | When Christmas Comes Around...    |
| "Happier Than Ever"                                                                     | 2022 | —  | —  | — | — | —  |                         | Kellyoke                          |
| "9 to 5" (s Dolly Parton)                                                               | 2022 | —  | —  | — | — | —  |                         | Still Working 9 to 5              |
| "I Hate Love" (feat. Steve Martin)                                                      | 2023 | —  | —  | — | — | —  |                         | Chemistry                         |
| "Red Flag Collector"                                                                    | 2023 | —  | —  | — | — | —  |                         | Chemistry                         |
| "Lighthouse"                                                                            | 2023 | —  | —  | — | — | —  |                         | Chemistry                         |
| "DJ Play a Christmas Song" (Remix) (s Cher)                                             | 2024 | —  | —  | — | — | —  |                         | Singl bez alb                     |
| "—" značí, že se nahrávka neumístila v hitparádách nebo v tomto území ani nebyla vydána |      |    |    |   |   |    |                         |                                   |

## Další umístěné písně
| Název                                                                                   | Rok  | Umístění v hitparádách | Umístění v hitparádách | Umístění v hitparádách | Umístění v hitparádách | Umístění v hitparádách | Umístění v hitparádách | Umístění v hitparádách | Umístění v hitparádách | Album                                 |
| Název                                                                                   | Rok  | US                     | US AC                  | US Cou.                | US Hol. Dig.           | CAN                    | CAN AC                 | NZ                     | UK                     | Album                                 |
| --------------------------------------------------------------------------------------- | ---- | ---------------------- | ---------------------- | ---------------------- | ---------------------- | ---------------------- | ---------------------- | ---------------------- | ---------------------- | ------------------------------------- |
| "My Grown Up Christmas List"                                                            | 2004 | —                      | 17                     | —                      | 25                     | —                      | —                      | —                      | —                      | American Idol: Great Holiday Classics |
| "If I Can't Have You"                                                                   | 2009 | —                      | —                      | —                      | —                      | —                      | —                      | —                      | —                      | All I Ever Wanted                     |
| "Beautiful Disaster"                                                                    | 2011 | —                      | —                      | —                      | —                      | —                      | —                      | —                      | 124                    | Thankful                              |
| "There's a New Kid in Town" (Blake Shelton feat. Kelly Clarkson)                        | 2013 | —                      | —                      | —                      | —                      | —                      | —                      | —                      | —                      | Cheers, It's Christmas                |
| "Have Yourself a Merry Little Christmas"                                                | 2013 | —                      | —                      | –                      | 2                      | —                      | —                      | —                      | —                      | Wrapped in Red                        |
| "Run Run Rudolph"                                                                       | 2013 | —                      | —                      | –                      | 22                     | —                      | —                      | —                      | —                      | Wrapped in Red                        |
| "Please Come Home for Christmas (Bells Are Ringing)"                                    | 2013 | —                      | 6                      | –                      | 14                     | —                      | 14                     | —                      | —                      | Wrapped in Red                        |
| "Blue Christmas"                                                                        | 2013 | —                      | —                      | –                      | 27                     | —                      | 5                      | —                      | —                      | Wrapped in Red                        |
| "Winter Dreams (Brandon's Song)"                                                        | 2013 | —                      | —                      | –                      | 12                     | —                      | —                      | —                      | —                      | Wrapped in Red                        |
| "My Favorite Things"                                                                    | 2013 | —                      | —                      | –                      | 7                      | —                      | 8                      | —                      | —                      | Wrapped in Red                        |
| "4 Carats"                                                                              | 2013 | —                      | —                      | –                      | 30                     | —                      | —                      | —                      | —                      | Wrapped in Red                        |
| "Just for Now"                                                                          | 2013 | —                      | —                      | –                      | 35                     | —                      | —                      | —                      | —                      | Wrapped in Red                        |
| "Silent Night" (feat. Reba a Trisha Yearwood)                                           | 2013 | —                      | —                      | –                      | 1                      | —                      | 49                     | —                      | —                      | Wrapped in Red                        |
| "Grown-Up Christmas List" (Pentatonix feat. Kelly Clarkson)                             | 2018 | —                      | 21                     | –                      | 3                      | —                      | —                      | —                      | —                      | Christmas Is Here!                    |
| "Baby, It's Cold Outside" (John Legend feat. Kelly Clarkson)                            | 2019 | —                      | —                      | —                      | 5                      | —                      | 25                     | —                      | —                      | A Legendary Christmas                 |
| "Just Sing" (jako Trolls World Tour cast)                                               | 2020 | —                      | —                      | —                      | —                      | —                      | —                      | —                      | —                      | Trollové: Světové turné               |
| "It's Beginning to Look a Lot Like Christmas"                                           | 2022 | —                      | —                      | —                      | —                      | —                      | 32                     | —                      | —                      | When Christmas Comes Around...        |
| "Jingle Bell Rock"                                                                      | 2022 | —                      | —                      | —                      | —                      | —                      | 31                     | —                      | —                      | When Christmas Comes Around...        |
| "—" značí, že se nahrávka neumístila v hitparádách nebo v tomto území ani nebyla vydána |      |                        |                        |                        |                        |                        |                        |                        |                        |                                       |

## Spoluumělkyně
| Název                                     | Rok  | Další umělec           | Album                                 |
| ----------------------------------------- | ---- | ---------------------- | ------------------------------------- |
| "Respect"                                 | 2002 | —                      | American Idol: Greatest Moments       |
| "(You Make Me Feel Like) A Natural Woman" | 2002 | —                      | American Idol: Greatest Moments       |
| "Oh, Holy Night"                          | 2003 | —                      | American Idol: Great Holiday Classics |
| "My Grown Up Christmas List"              | 2003 | —                      | American Idol: Great Holiday Classics |
| "Timeless"                                | 2003 | Justin Guarini         | Justin Guarini                        |
| "Trying to Help You Out"                  | 2010 | Ashley Arrison         | Hearts on Parade                      |
| "There's a New Kid in Town"               | 2012 | Blake Shelton          | Cheers, It's Christmas                |
| "Foolish Games"                           | 2013 | Jewel                  | Greatest Hits                         |
| "Little Green Apples"                     | 2013 | Robbie Williams        | Swings Both Ways                      |
| "In the Basement"                         | 2014 | Martina McBride        | Everlasting                           |
| "Pray for Peace"                          | 2015 | Reba McEntire          | Love Somebody                         |
| "All I Ask of You"                        | 2015 | Josh Groban            | Stages                                |
| "Love Goes On"                            | 2017 | Aloe Blacc             | The Shack                             |
| "Oh Holy Night" (Home Holiday Version)    | 2017 | —                      | Home for the Holidays                 |
| "Christmas is a Feeling"                  | 2017 | Ben Schwartz Home cast | Home for the Holidays                 |
| "Grown-Up Christmas List"                 | 2018 | Pentatonix             | Christmas Is Here!                    |
| "Couldn't Be Better" (Pop version)        | 2019 | —                      | UglyDolls                             |
| "Today's the Day"                         | 2019 | —                      | UglyDolls                             |
| "Couldn't Be Better" (Movie version)      | 2019 | UglyDolls cast         | UglyDolls                             |
| "Today's the (Perfect) Day"               | 2019 | UglyDolls cast         | UglyDolls                             |
| "All Dolled Up"                           | 2019 | Janelle Monáe          | UglyDolls                             |
| "Unbreakable"                             | 2019 | Janelle Monáe          | UglyDolls                             |
| "Tell Me Something I Don't Know"          | 2019 | Trisha Yearwood        | Every Girl                            |
| "Born to Die"                             | 2020 | —                      | Trollové: Světové turné               |
| "Just Sing (Trolls World Tour)"           | 2020 | Trolls World Tour cast | Trollové: Světové turné               |